# Generator enosmerne napetosti
Generator enosmerne napetosti (tudi dinamo) je električni generator, ki ustvarja enosmerno električno napetost. Generatorji enosmerne napetosti so bili prvi viri električne energije v industriji, ki so delovali po načelu elektromagnetne indukcije. Prvi dinamo je bil zgrajen leta 1832.

## Delovanje generatorja enosmerne napetosti
Osnovni sestavni deli generatorja enosmerne napetosti so rotor, stator in komutator. Stator je v osnovi namenjen ustvarjanju magnetnega polja, slednje pa je lahko izvedeno s pomočjo trajnih magnetov (za manjše moči) ali elektromagnetov.
V rotorju zaradi indukcije ob vrtenju rotorja nastane izmenična napetost. Komutator, ki ima funkcijo mehanskega usmernika, pa nato izmenično napetost spremeni v pulzirajočo enosmerno napetost. 